# Franz Pachl

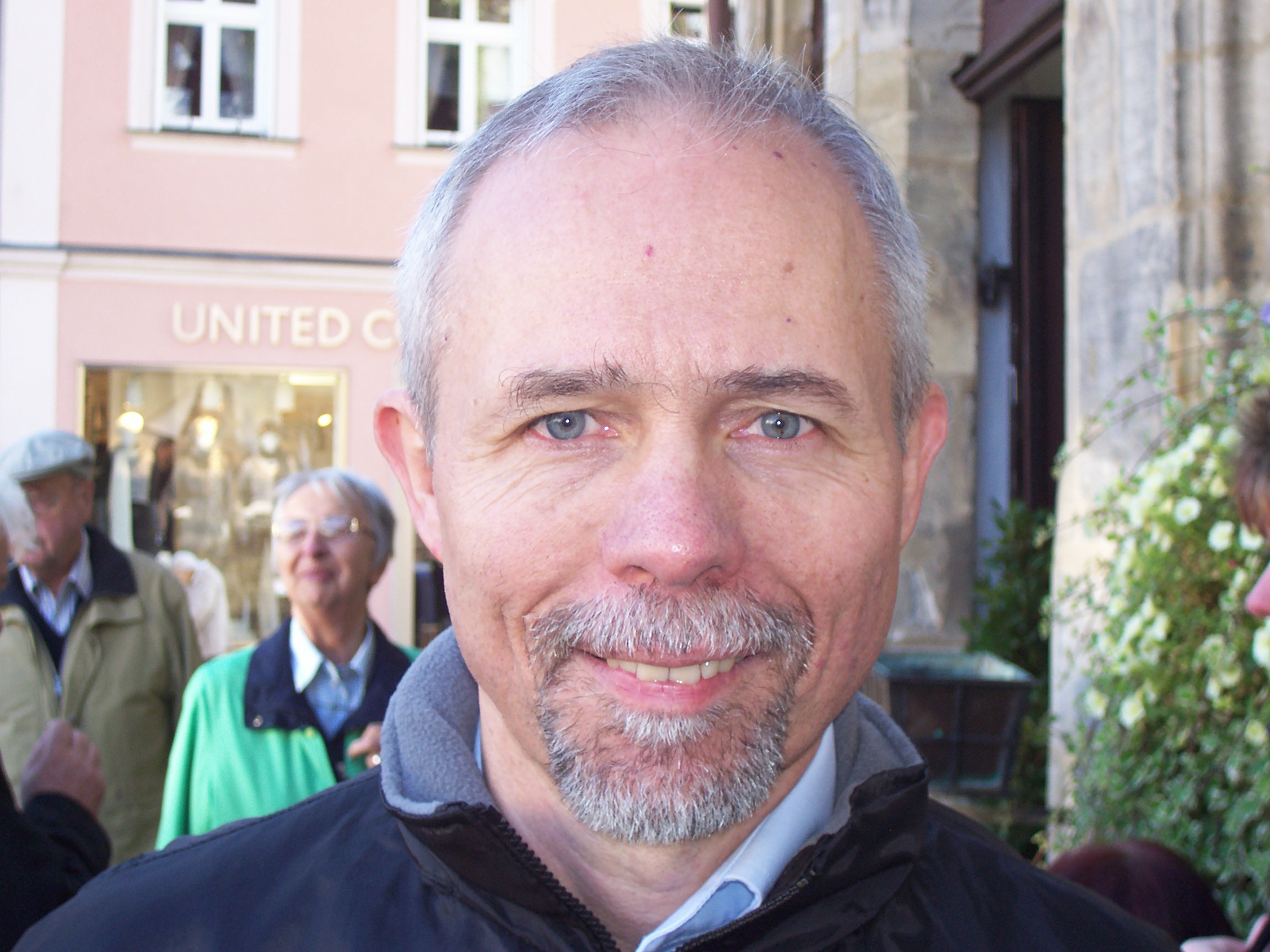
Franz Pachl im Oktober 2007

Franz Pachl (* 8. Januar 1951 in Ludwigshafen am Rhein) ist ein deutscher Großmeister für Schachkomposition. Er ist ehemaliger deutscher Minigolfmeister.

## Schach
Pachl begann 1975 mit der Schachkomposition, nachdem er durch den Problemteil des Schach-Echo darauf gestoßen war. Hermann Weißauer unterstützte ihn in der Folgezeit und sorgte für die Veröffentlichung seiner ersten Aufgabe. Pachl interessierte sich zunächst für Zweizüger und Hilfsmattaufgaben, seit 1988 durch Markus Manhart auch für Märchenschach.
Bis Dezember 2005 hatte Pachl 848 Kompositionen veröffentlicht, darunter 193 preisgekrönte Werke. 306 Stücke sind gemeinsam mit anderen Autoren entstanden. Er wurde 1989 zum Internationaler Meister für Schachkompositionen ernannt. Im September 2005 wurde er mit 81,42 Punkten in FIDE-Alben mit dem Großmeistertitel für Schachkomposition ausgezeichnet. Seit 1988 bereits ist er Internationaler Schiedsrichter für Schachkomposition im Bereich der Zweizüger und Hilfsmattaufgaben. Seit 1984 wurde er über vierzig Mal als Preisrichter tätig.
Bei der Weltmeisterschaft für Schachkomposition 2001–2003 erreichte er den 3. Platz in der Hilfsmattabteilung und den 6. Platz beim Märchenschach.
Pachl war ab 1994 Leiter der Zweizügerabteilung der Schwalbe und ab 2000 der Hilfsmattabteilung der Zeitschrift Problem-Forum. Im März 2008 übernahm er als Nachfolger des überraschend verstorbenen Manfred Seidel eine Schachkompositionsrubrik in der Rochade Europa. Nach der Einstellung dieser Rubrik übernahm er im April 2015 von Udo Degener die mehrseitige Rubrik Probleme und Studien der Zeitschrift Schach.
Franz Pachl ist Funktionär beim Schachbund Rheinland-Pfalz, Pfälzischen Schachbund und SK Ludwigshafen 1912.

## Minigolf
Ab 1973 beschäftigte sich Pachl mit dem Minigolf. 1977 wurde er darin Deutscher Einzelmeister sowie 1981 und 1982 Vizemeister. Er war sechsmal Mannschaftsmeister, unter anderem 1975 und 1977 mit dem MGC Ludwigshafen.

## Privates
Pachl hatte eine Lehre als Industriekaufmann absolviert und arbeitete mehr als drei Jahrzehnte lang als kaufmännischer Angestellter bei der BASF.
Er ist seit 1972 verheiratet und hat seit 1975 einen Sohn.

## Quelle
- Wolfgang A. Bruder (Hrsg.): Problem-Forum. Sonderausgabe Dezember 2005.